# Аренсгефт
Аренсгефт (нім. Ahrenshöft) — громада в Німеччині, розташована в землі Шлезвіг-Гольштейн. Входить до складу району Північна Фризія. Складова частина об'єднання громад Міттлерес-Нордфрісланд.
Площа — 8,65 км2. Населення становить 528 ос. (станом на 31 грудня 2020).